# Большой энциклопедический словарь Паллаша

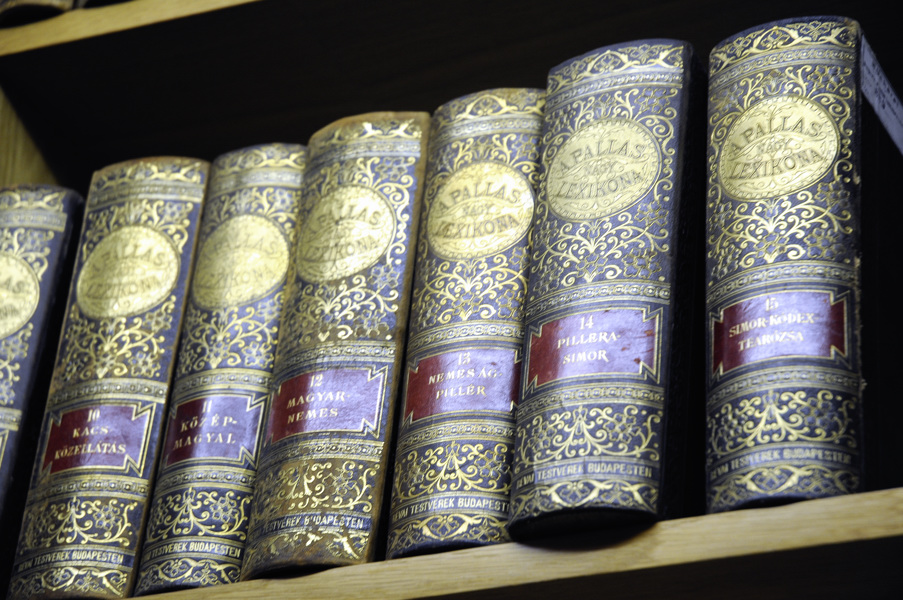

Большой энциклопедический словарь Паллаша (венг. A Pallas nagy lexikona) — первая универсальная энциклопедия на венгерском языке, не являвшаяся переводом какого-либо иностранного издания.
Подготовка этого издания началась в 1893 году, до 1897 года вышло 16 томов; в 1900 году было издано два дополнительных тома. Изданием занималась расположенная в Будапеште фирма «Pallas Irodalmi és Nyomdai Rt.», основанная в 1884 году. Авторский коллектив состоял из более чем 300 венгерских учёных, представлявших почти все области знаний. Последний (до выхода дополнительных) том был выпущен в канун Рождества 1897 года. Главным редактором энциклопедии был Лайош Герё. В 1911 году права на энциклопедию перешли к братьям Реваи.
18 томов энциклопедии включают в общей сложности более 150 тысяч статей и 10 тысяч иллюстраций. К 1998 году энциклопедия была оцифрована и издана в Венгрии на CD-диске. Ныне она находится в общественном достоянии.